# Pyxidicula
Die Pyxidicula sind eine Gattung einzelliger, beschalter Amöben. Sie umfasst acht Arten und gehört zur Familie der Arcellidae.

## Merkmale
Die halbkugeligen Gehäuse weisen eine Mundöffnung auf, die annähernd so groß ist wie der Gehäusedurchmesser, dadurch ergibt sich aus Sicht der Mundseite eine Schüsselform. Der Kranz der Mundöffnung ist nach außen gebogen. Das Gehäuse ist grübchenartig ornamentiert („areolat“) und besteht aus organischen Elementen, die anfangs hohl sind, sich aber mit zunehmendem Alter mit anorganischem Material (z. B. Mangan) füllen. Ältere Individuen werden braun.
Der Zellkern gehört zum vesikularen Typ, enthält also nur ein Kernkörperchen. Während der Mitose bleibt die Membran des Zellkerns ebenso intakt wie das Kernkörperchen, auch der Spindelapparat bleibt im Kern („geschlossene Orthomitose“). Es gibt eine kontraktile Vakuole.

## Ökologie
Pyxidicula leben in Süßwasser an Pflanzen und ernähren sich dort von Algen und Bakterien.

## Systematik
Die Gattung wurde 1838 durch Christian Gottfried Ehrenberg erstbeschrieben, Typusart ist die 1827 von Carl Adolph Agardh als Art der Kieselalgengattung Frustulia erstbeschriebene Pyxidicula operculata. Die Gattung umfasst acht Arten, darunter:
- Pyxidicula operculata
- Pyxidicula cymbalum
- Pyxidicula gibbosa
- Pyxidicula patens
- Pyxidicula scutella

## Nachweise
1. 1 2 3  Ralf Meisterfeld: Arcellinida, In: John J. Lee, G. F. Leedale, P. Bradbury (Hrsg.): An Illustrated Guide to the Protozoa. Band 2. Allen, Lawrence 2000, ISBN 1-891276-23-9, S. 827–860 (englisch).